# Le Cheval de cœur
Pour plus de détails, voir Fiche technique et Distribution.
Le Cheval de cœur est un téléfilm réalisé par Charlotte Brändström réalisé en 1995. C'est la suite du téléfilm Ils n'ont pas 20 ans de l'année précédente.

## Fiche technique
- Réalisation : Charlotte Brändström
- Scénario : Sylvie Simon et Tito Topin
- Photographie : Willy Kurant
- Musique : Vladimir Cosma
- Date de sortie : 5 octobre 1996
- Durée : 100 minutes

## Synopsis
Michel Rousseau, 20 ans, ancien lad, s'est beaucoup endetté pour développer le haras que ses propriétaires, les Lacarière, lui ont confié avant leur départ pour l'Amérique du Sud et qu'il gère avec leur fille, Véronique, dont il est amoureux. Bakoulian, un ami de la famille, et Jock, l'entraîneur, sont préoccupés par les problèmes financiers qui s'aggravent de jour en jour. Vallorbes, un intermédiaire véreux, profitant de la situation, propose de racheter le « crack » que possède le haras, Angel Rock, pour le compte d'un riche éleveur irlandais. Michel refuse, quand bien même la vente de ce pur-sang pourrait partiellement résoudre leurs difficultés. Romain, le petit frère de Michel, est enlevé. Un coup de téléphone anonyme exige Angel Rock contre la restitution de l'enfant. Michel s'exécute, la mort dans l'âme.

## Distribution
- Guillaume Canet : Michel Rousseau
- Hélène de Fougerolles : Véronique
- Jean Yanne : Bakoulian
- Bernard Fresson : Jock
- Isabel Otero :  Laure
- Michel Fortin : Dédé
- Olivier Pajot : Vallorbes
- Yolande Moreau : Josiane
- Quentin Darras : Romain
- Philippe Lefèbvre : Arnaud
- Michael Goldman : Hartmann
- Rosine Young : La maîtresse de Vallorbes
- Luc Gentil : Le serveur
- Didier Bénureau

## Lieux de tournage
- Château de Grosbois, Boissy-Saint-Léger
- Hippodrome de Vincennes
- Hippodrome d'Auteuil
- Hippodrome de Maisons-Laffitte
- Sartrouville (Rue de la République)